# Ардалес
Ардалес (ісп. Ardales) — муніципалітет в Іспанії, у складі автономної спільноти Андалусія, у провінції Малага. Населення — 2660 осіб (2010).
Муніципалітет розташований на відстані близько 410 км на південь від Мадрида, 42 км на північний захід від Малаги.

## Демографія
Динаміка населення (INE ):

## Галерея зображень

Розташування муніципалітету у провінції Малага
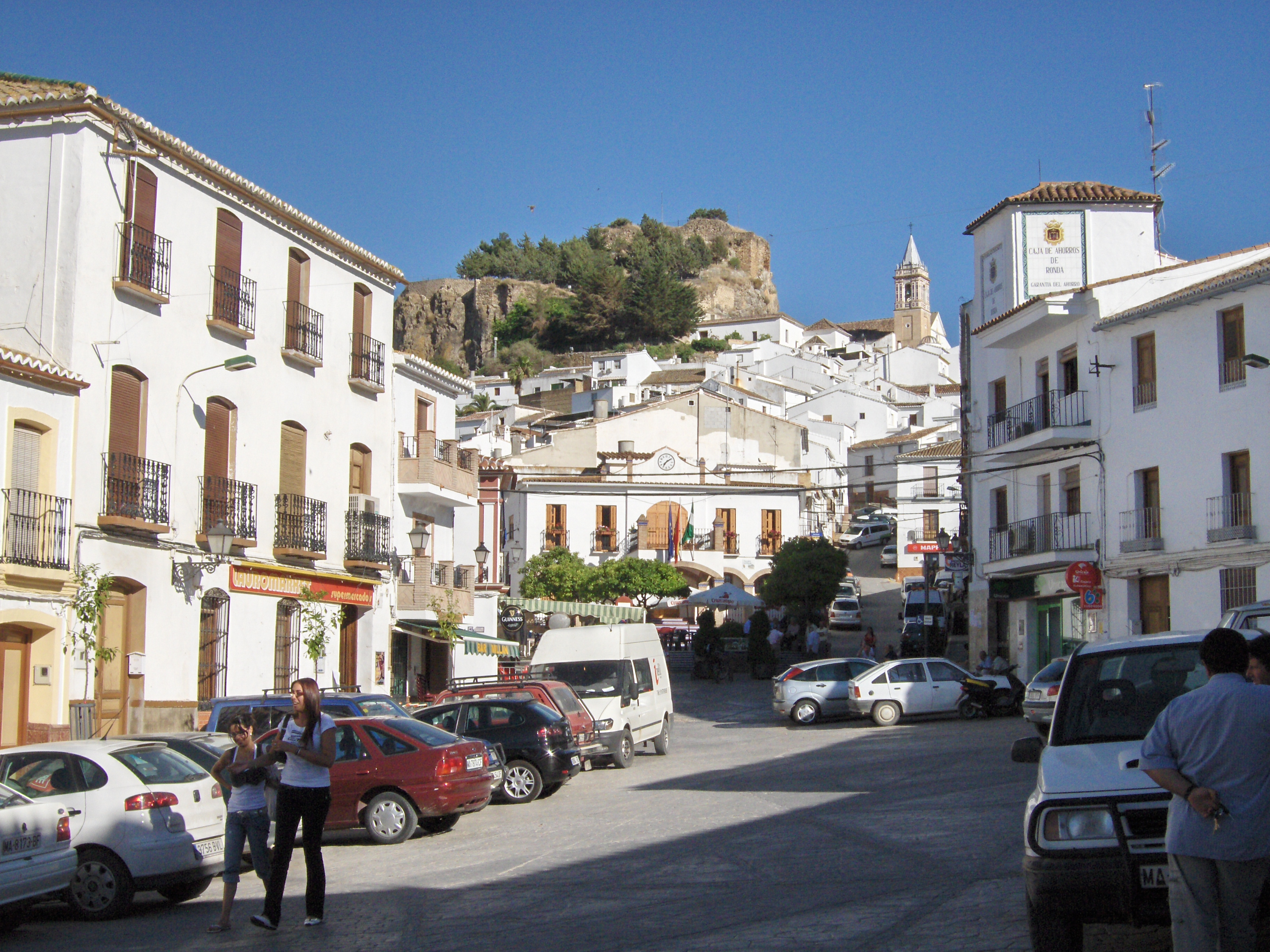
Ардалес
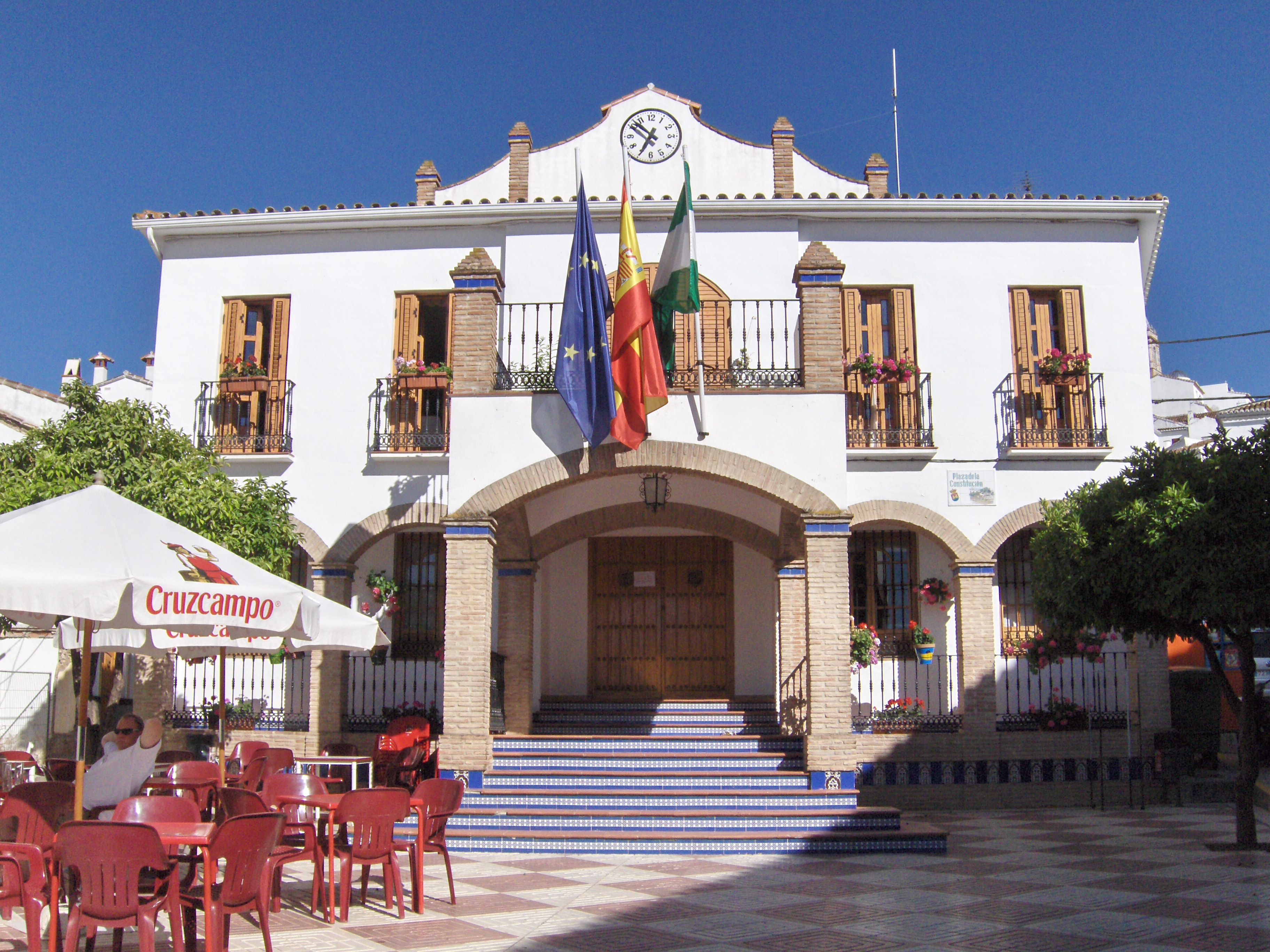
Муніципальна рада
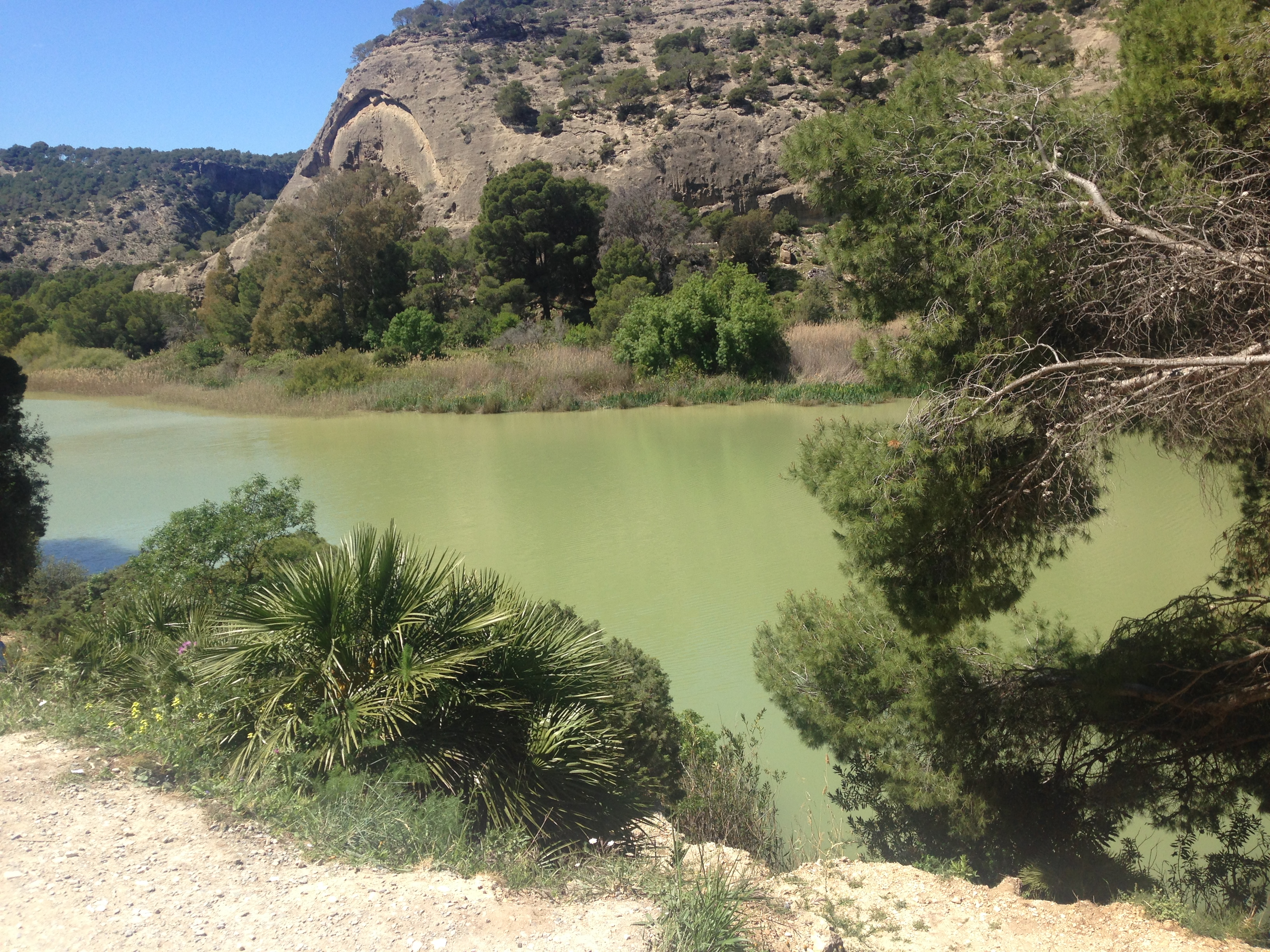
Річка Гуадальорсе
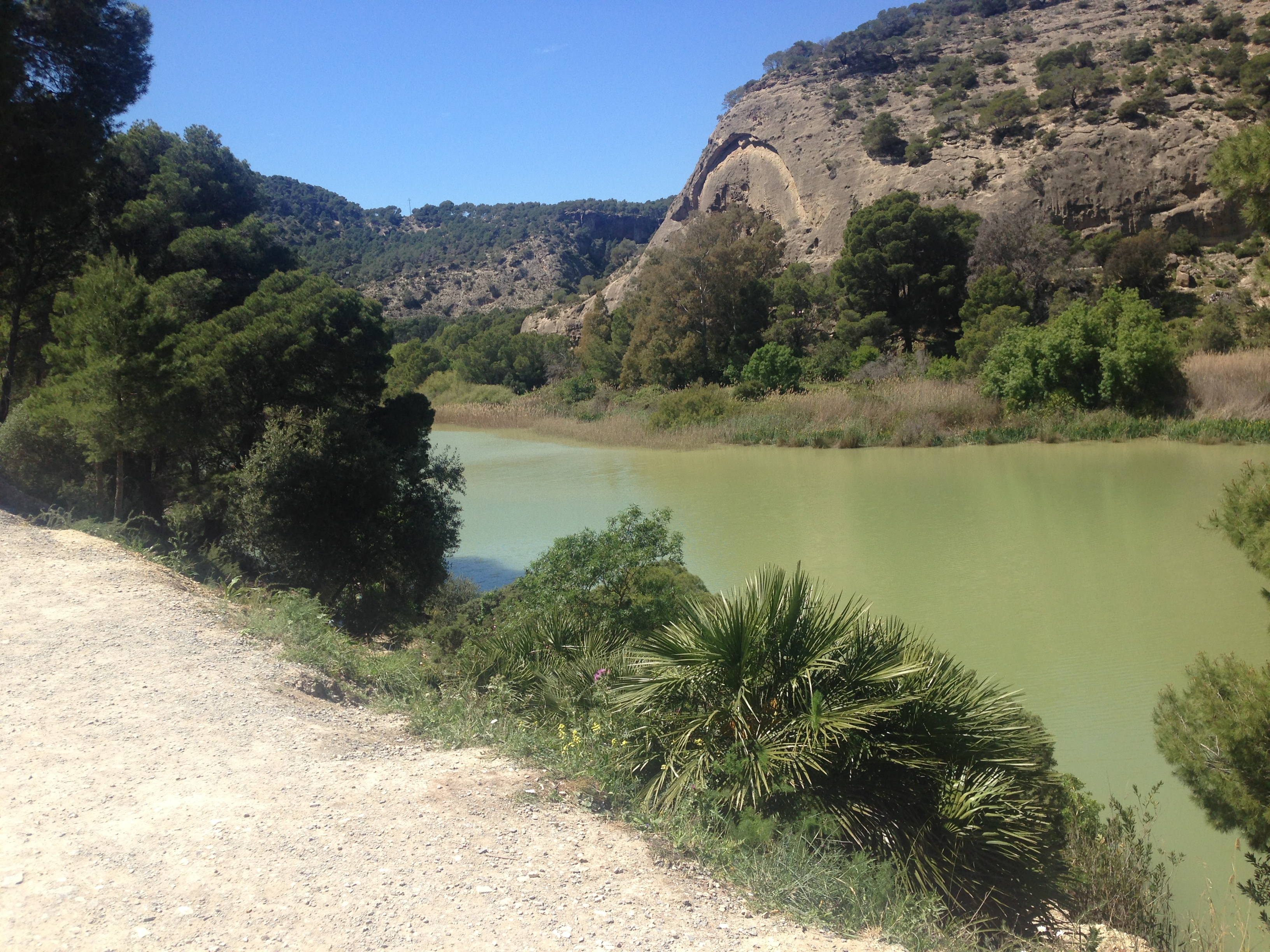
Річка Гуадальорсе в Ардалес
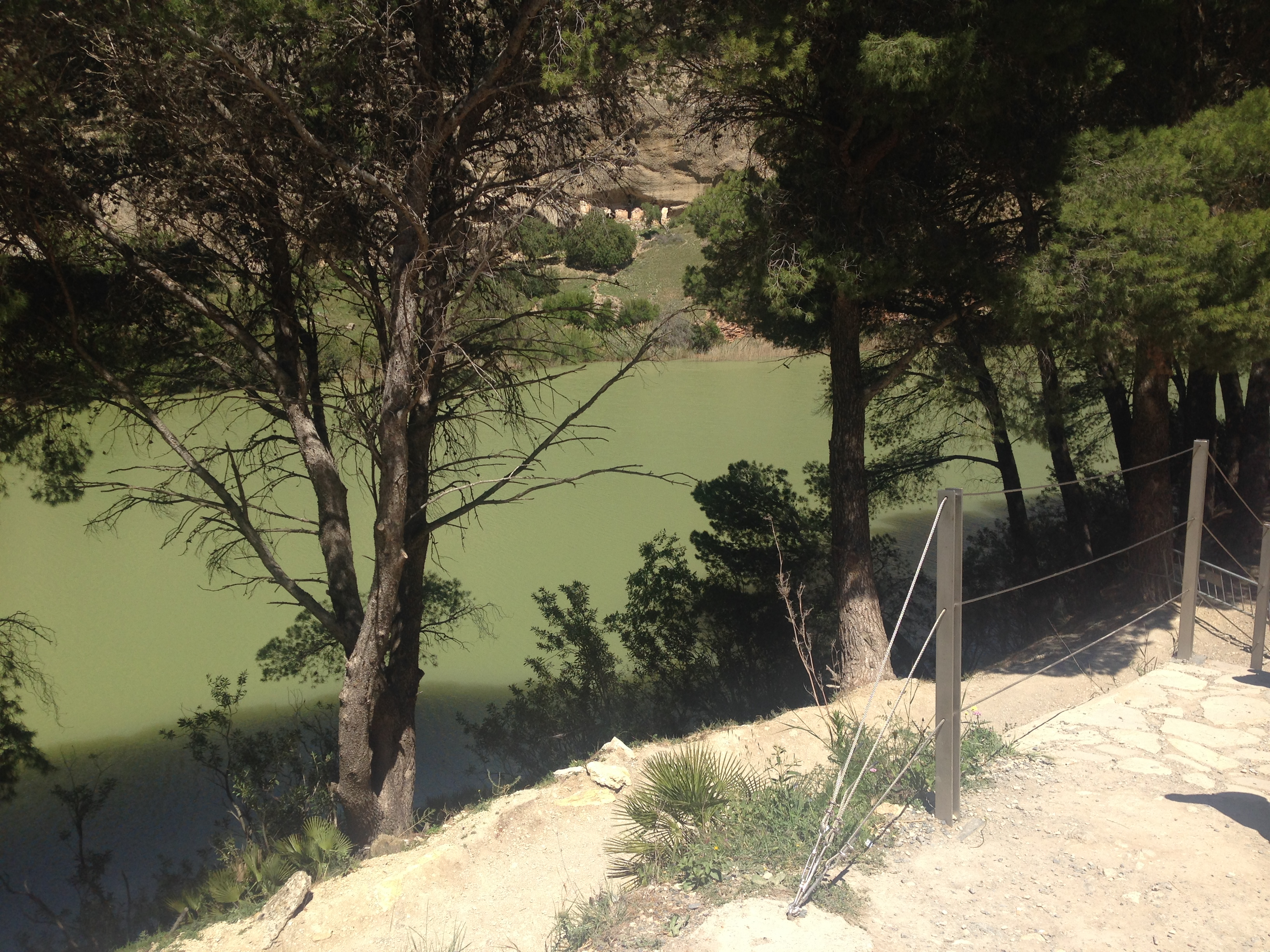
Річка Гуадальорсе у Камініто-дель- Рей
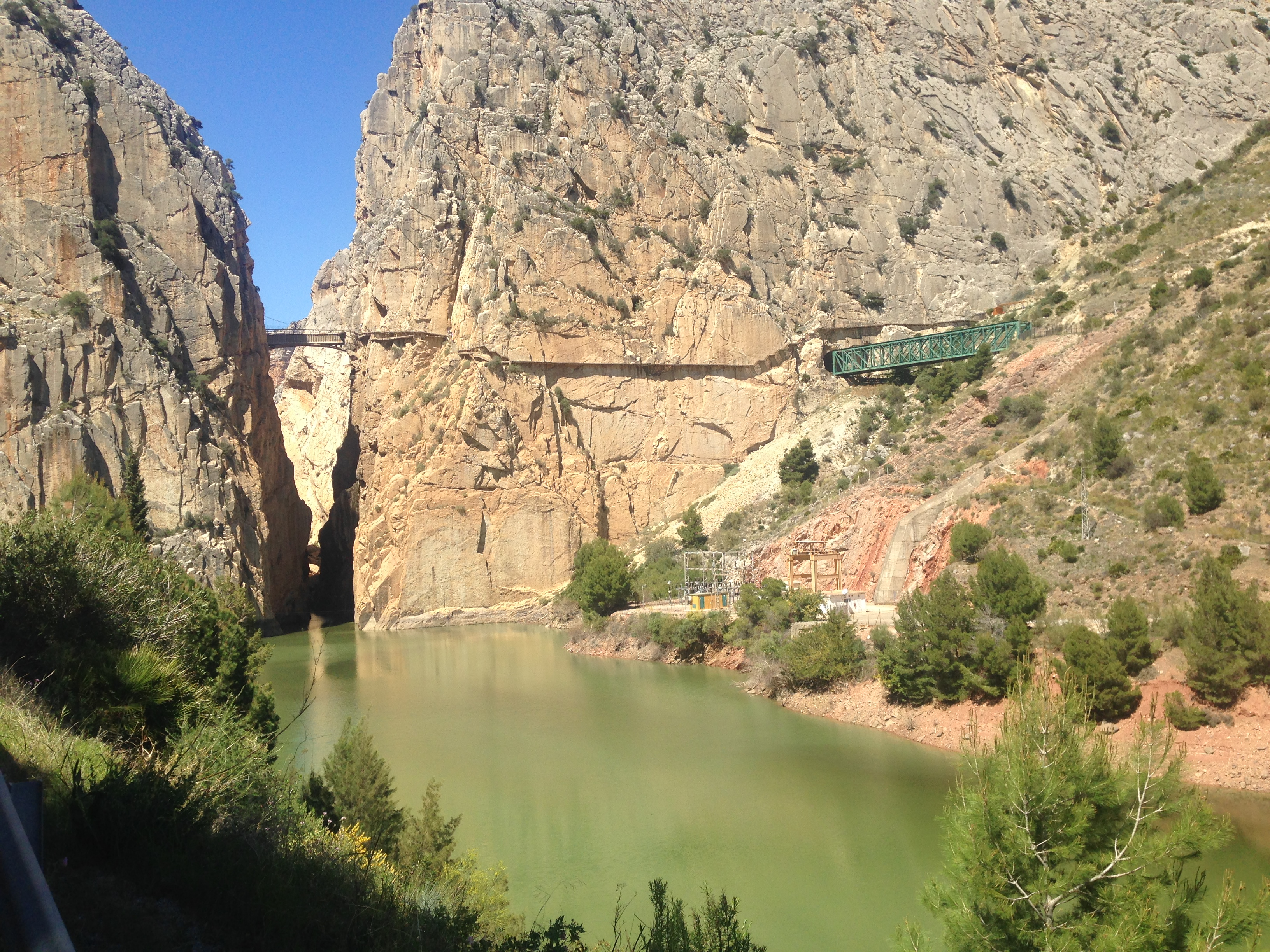
Річка Гуадальорсе під Королівською стежкою